# Том Райлі
Том Райлі (англ. Tom Riley; нар. 5 квітня 1981, у м. Мейдстон, Кент, Велика Британія) — англійський актор.
Найбільш відомий за роль Леонардо да Вінчі у телесеріалі «Демони Да Вінчі».

## Біографія
Том почав захоплюватися театром з чотирьох років, а будучи школярем, він активно брав участь у театральному житті: писав сценарії та режисерував п'єси. Після закінчення школи, він вступив до Бірмінгемського університету, де вивчав англійську літературу та драматургію. Закінчивши університет з відзнакою у 2002 році, Том створив невелику театральну компанію, після чого вирішив піти до театральної школи. У тому ж році він почав трьохрічний професійний акторський курс у Лондонській академії музичного та драматичного мистецтва.

## Фільмографія
| Рік       |   | Українська назва                           | Оригінальна назва                                                    | Роль                            |
| --------- | - | ------------------------------------------ | -------------------------------------------------------------------- | ------------------------------- |
| 2006      | с | Лондонський госпіталь 1906                 | Casualty 1906                                                        | доктор Джеймс Волтон            |
| 2006      | ф | Декілька днів у вересні                    | A Few Days in September                                              | Девід                           |
| 2007      | ф | Повернення в будинок нічних примар         | Return to House on Haunted Hill                                      | Пол                             |
| 2007      | с | Міс Марпл Агати Крісті                     | Agatha Christie's Marple                                             | Боббі Аргайл                    |
| 2007—2008 | с | Заморожування                              | Freezing                                                             | Дейв Бетховен                   |
| 2007      | ф | Я хочу цукерку                             | I Want Candy                                                         | Джо                             |
| 2008      | с | Лондонський госпіталь 1907                 | Casualty 1907                                                        | доктор Джеймс Волтон            |
| 2008      | с | Льюіс                                      | Lewis                                                                | Філіп Хортон                    |
| 2008      | с | Оживша Книга Джейн Остін                   | Lost in Austen                                                       | Джордж Вікхем                   |
| 2008      | с | Пуаро Агати Крісті                         | Agatha Christie's Poirot                                             | Реймонд Бойнтон                 |
| 2009      | ф | Щасливі назавжди                           | Happy Ever Afters                                                    | Фредді Батлер                   |
| 2009      | с | Антигерої                                  | No Heroics                                                           | Найджел / Мозковий штурм        |
| 2009      | ф | Однокласниці 2: Легенда про золото Фрітона | St. Trinian's II: The Legend of Fritton's Gold                       | Ромео                           |
| 2010      | с | Букет колючого дроту                       | Bouquet of Barbed Wire                                               | Гевін Соренсен                  |
| 2010      | с | Бедлам                                     | Bedlam                                                               | Роб                             |
| 2011—2012 | с | Монро                                      | Monroe                                                               | доктор Лоуренс Шепард           |
| 2013—2015 | с | Демони Да Вінчі                            | Da Vinci's Demons                                                    | Леонардо да Вінчі               |
| 2014      | с | Доктор Хто                                 | Doctor Who                                                           | Робін Гуд                       |
| 2015      | ф | Вбий своїх друзів                          | Kill Your Friends                                                    | Паркер-Холл                     |
| 2015      | с | У дев'ятому номері                         | Inside No. 9                                                         | Адам                            |
| 2015      | с | Колекція                                   | The Collection                                                       | Клод Сабіна                     |
| 2016      | ф | На межі смерті                             | Pushing Dead                                                         | Майк                            |
| 2016      | ф | Морська зірка                              | Starfish                                                             | Том Рей                         |
| 2016      | с | Темне серце                                | Dark Heart                                                           | Вілл Вагстафф                   |
| 2017      | ф | Сучасне життя - сміття                     | Modern Life Is Rubbish                                               | Адріан                          |
| 2017      | с | Енджі Трібека                              | Angie Tribeca                                                        | доктор Фредерік Вурст           |
| 2017      | с | Погана поведінка                           | Ill Behaviour                                                        | Чарлі                           |
| 2018      | ф | Привид світла                              | Ghost Light                                                          | Томас Інгрем / король Шотландії |
| 2021      | с | Небувалі                                   | The Nevers                                                           | Август «Огі» Бідлоу             |
| 2022      | с | Жінка в домі навпроти дівчини у вікні      | The Woman in the House Across the Street from the Girl in the Window | Ніл                             |

## Театр
| Рік  | П'єса                                    | Місце                             |
| ---- | ---------------------------------------- | --------------------------------- |
| 2009 | The Vertical Hour Девіда Хейра           | театр Роял-Корт, Лондон           |
| 2010 | Hurts Given and Received Говарда Баркера | Riverside Studios, Лондон         |
| 2011 | Аркадія Тома Стоппарда                   | Ethel Barrymore Theatre, Нью-Йорк |
| 2011 | «My City» Стівена Полякова               | Almeida Theatre, Лондон           |